# 소파이 스타디움
소파이 스타디움(영어: SoFi Stadium)는 미국 캘리포니아주 잉글우드에 위치한 2020년에 개장한 미식축구 경기장으로 현재 NFL 로스앤젤레스 램스, 로스앤젤레스 차저스의 홈 경기장으로 사용 중이며 2026년 FIFA 월드컵 개최 경기장 중 하나로 선정되었다.
KIA 포럼(영어: KIA Forum)에서 남동쪽으로 0.15마일(0.24km), 인튜이트 돔(영어: Intuit Dome)에서 북서쪽으로 0.2마일(0.32km), 로스앤젤레스 국제공항(영어: Los Angeles International Airport)에서 3마일(4.8km) 떨어진 곳이다.

## 갤러리

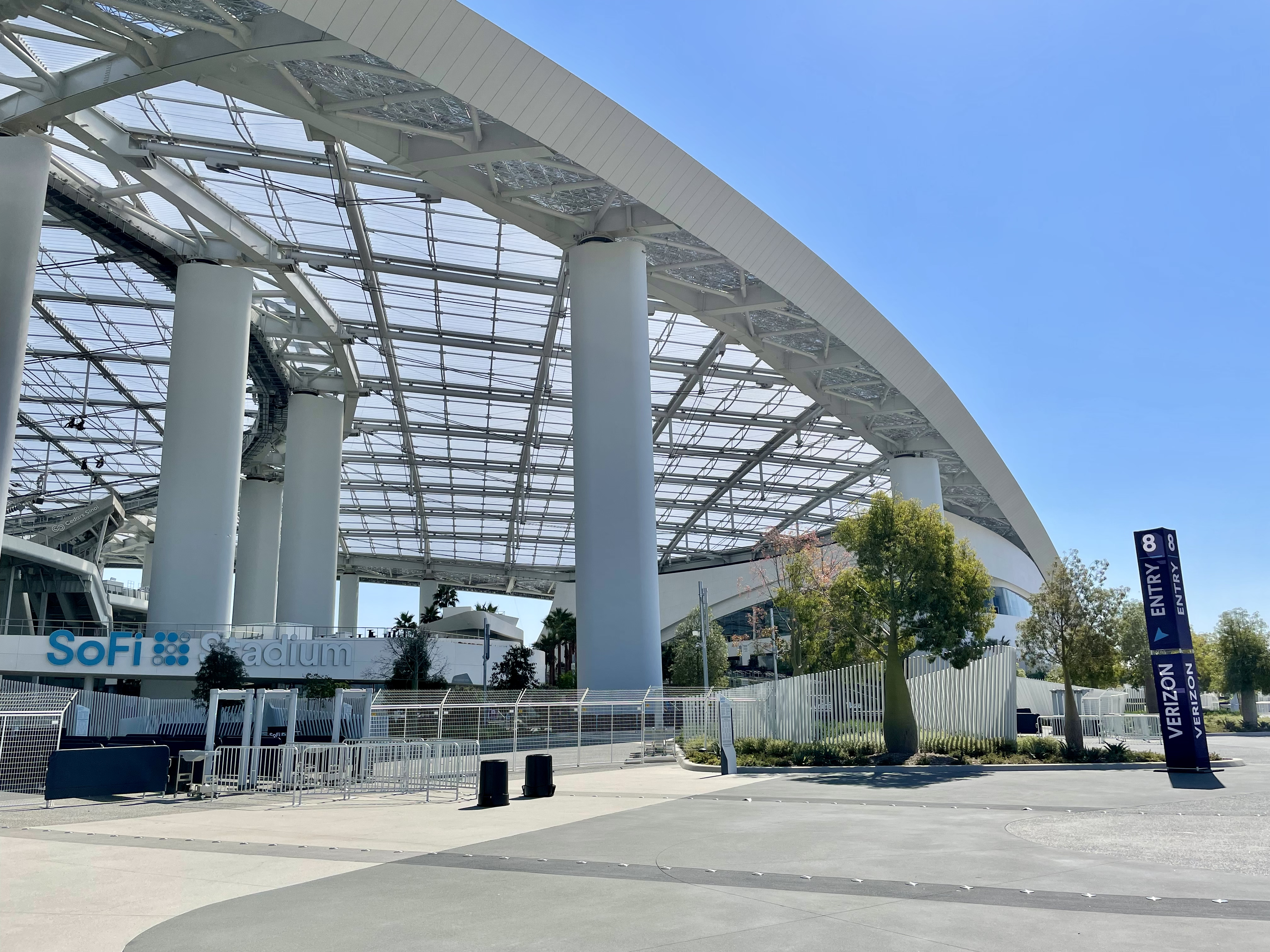
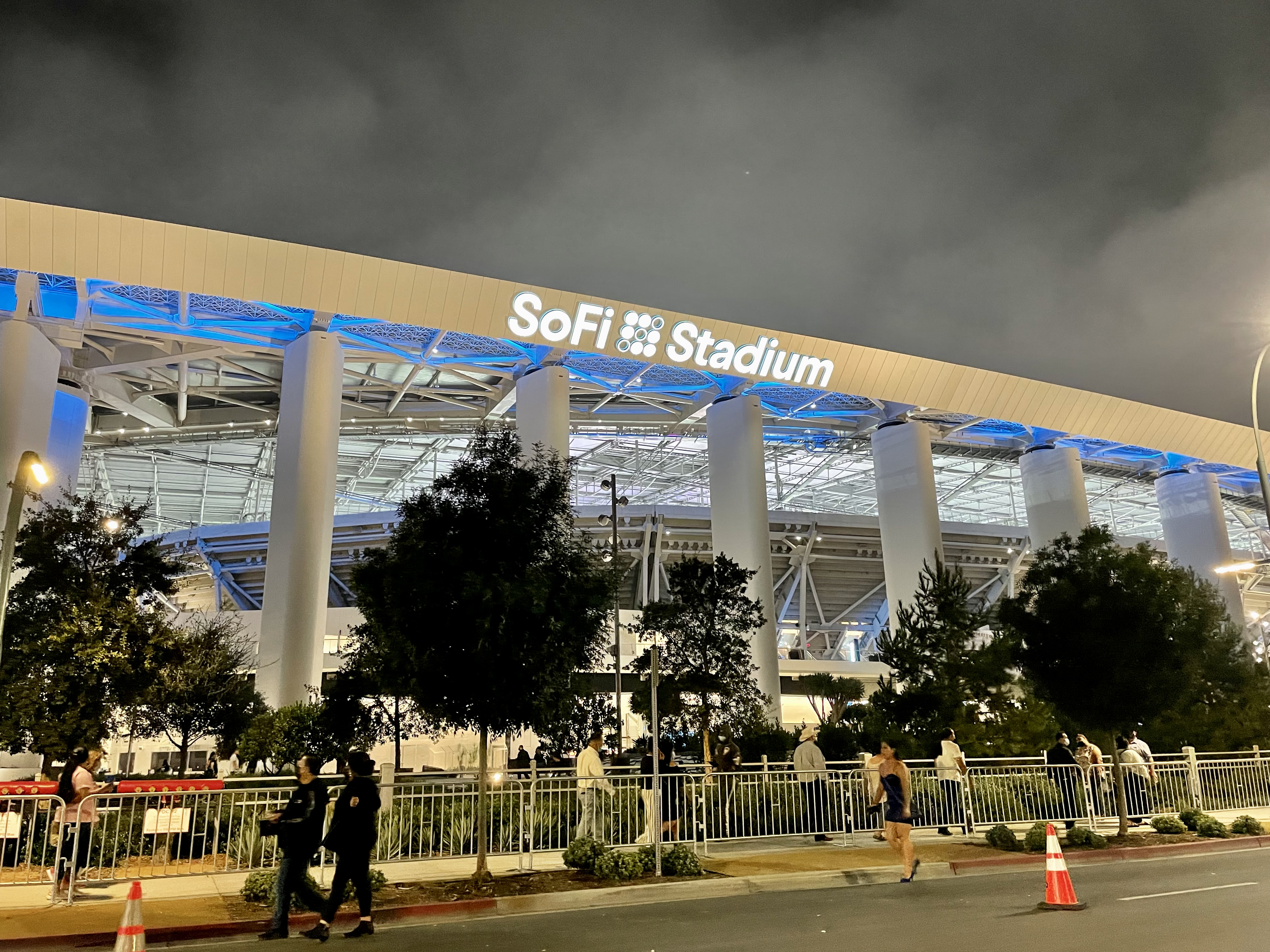
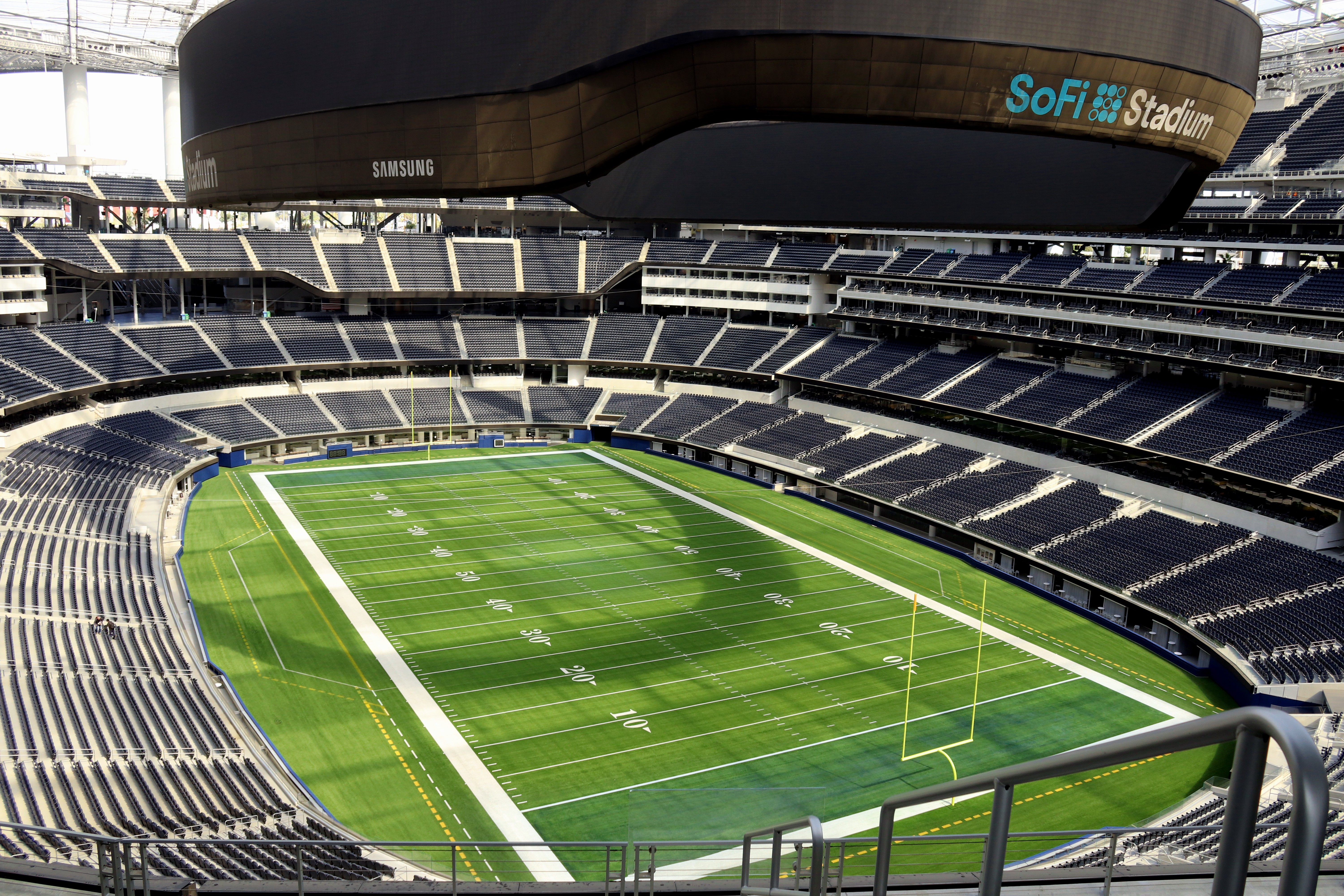
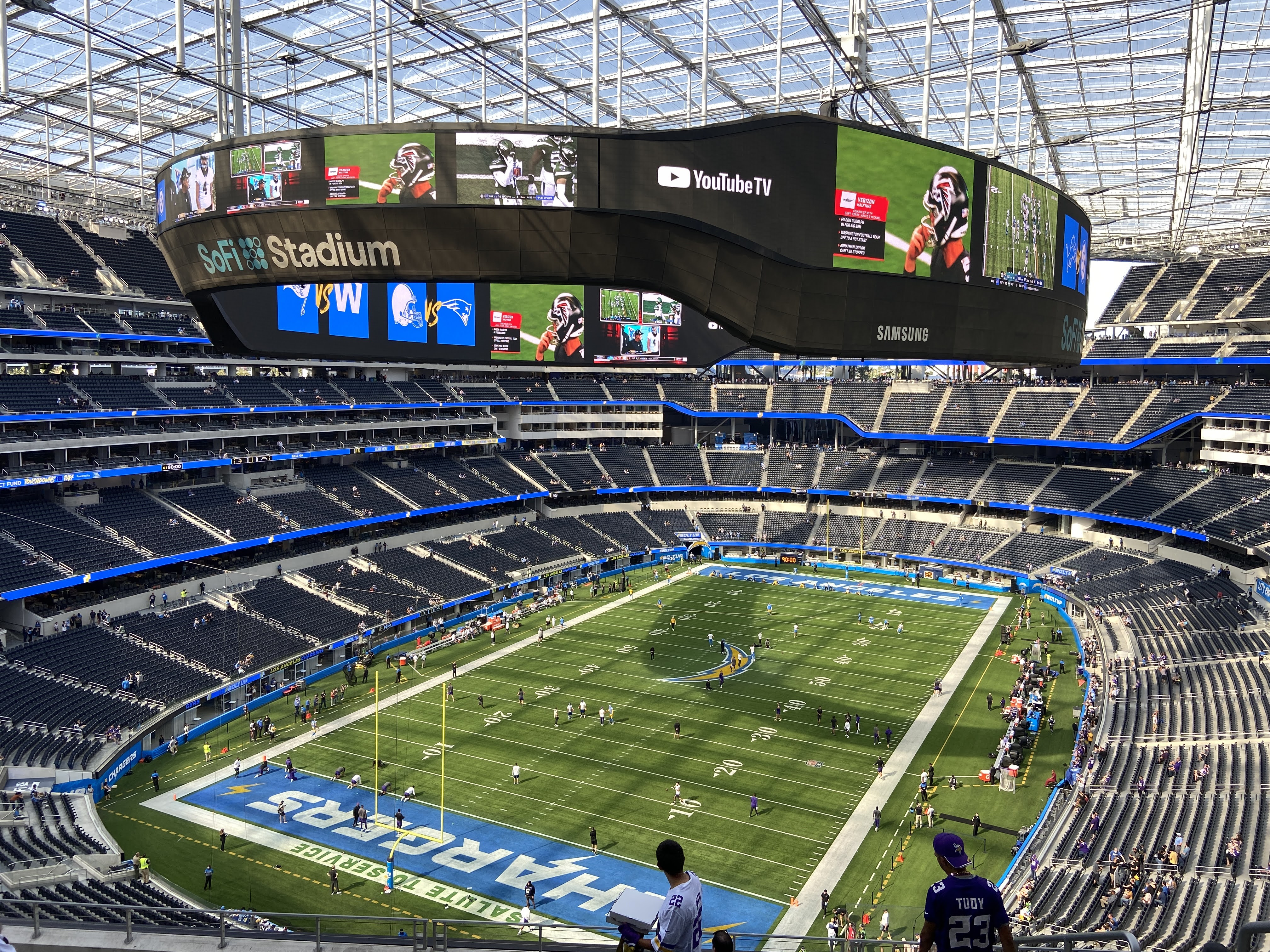
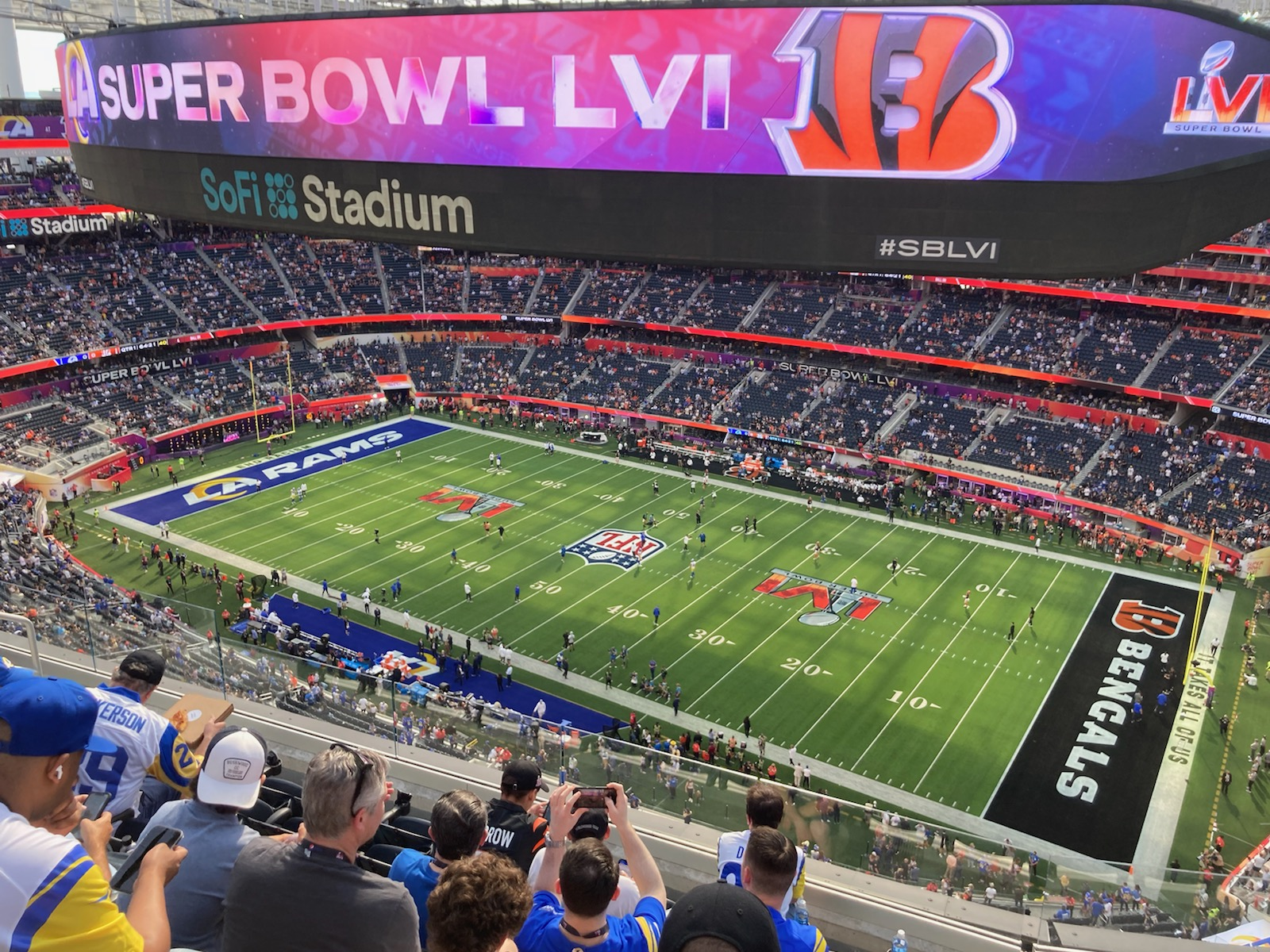
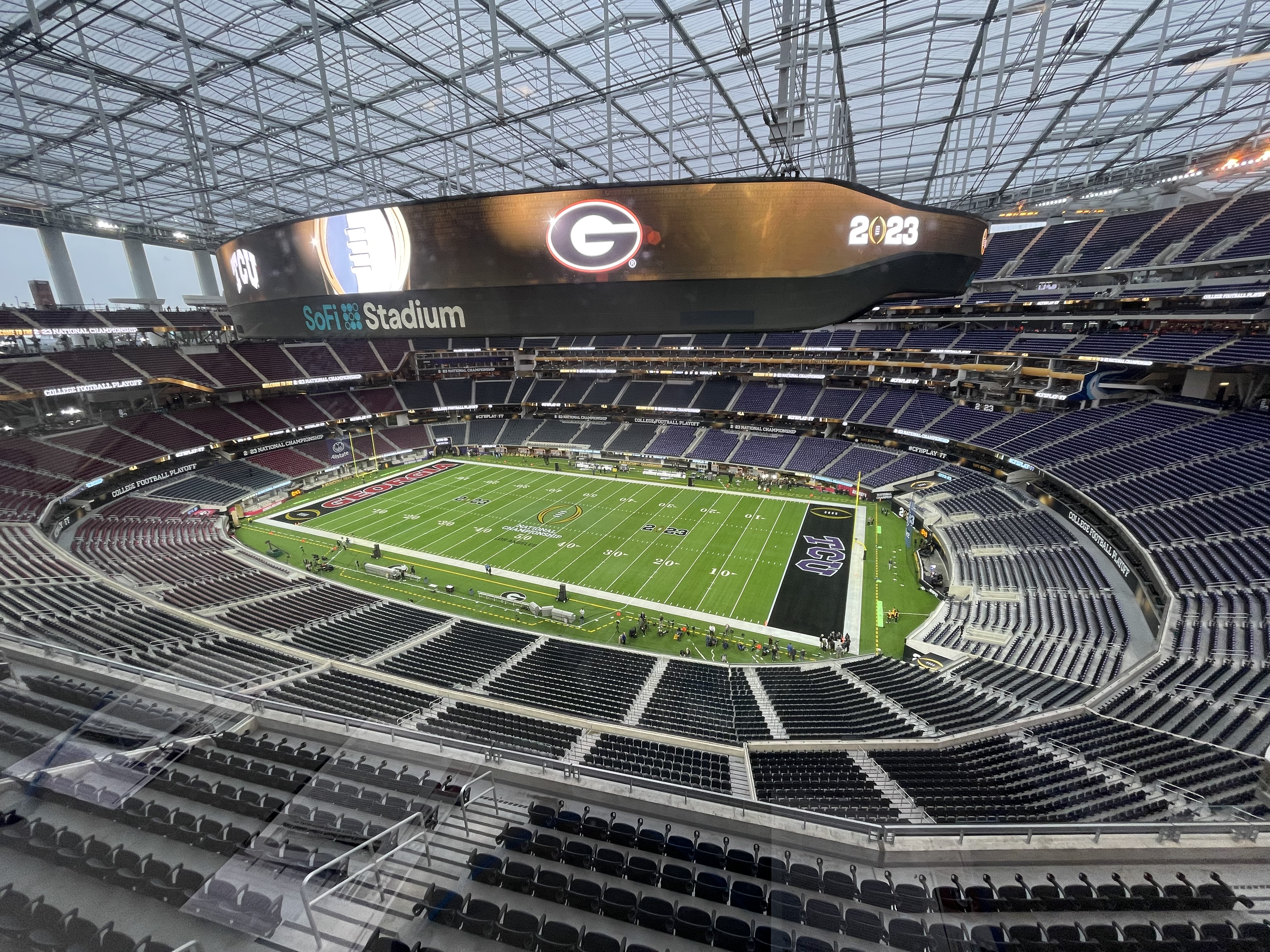
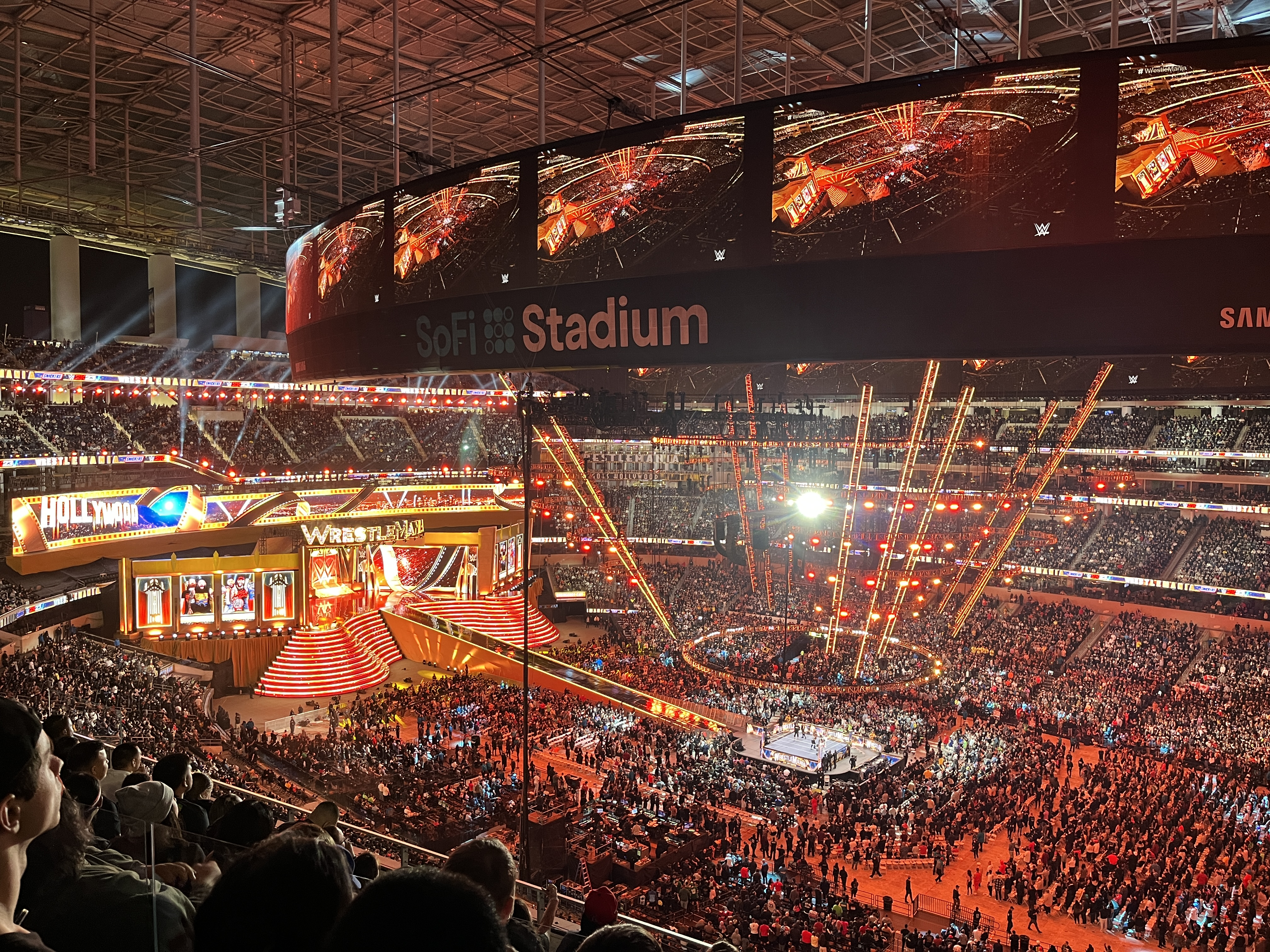

## 같이 보기
- 인튜이트 돔
- KIA 포럼